# Championnat d'Afrique du Sud de football 2020-2021
Navigation
Édition précédente Édition suivante
La saison 2020-2021 du Championnat d'Afrique du Sud de football est la 25e édition du championnat de première division en Afrique du Sud, pour des raisons de parrainage le championnat est nommé DSTV Premiership. Les seize meilleurs clubs du pays sont regroupés au sein d'une poule unique, où ils s'affrontent deux fois au cours de la saison, à domicile et à l'extérieur. À l'issue du championnat, le dernier du classement est relégué tandis que l'avant-dernier dispute un barrage de promotion-relégation face aux meilleures équipes de National First Division, la deuxième division sud-africaine.

## Avant saison
- Moroka Swallows FC, après sa relégation en 2014-2015 le club fait son retour en première division.
- Tshakhuma Tsha Madzivhandila qui a terminé la saison précédente à la troisième place de la deuxième division achète la licence de Bidvest Wits et prend sa place en première division[1].
- TS Galaxy, dixième la saison passée en deuxième division, achète la licence de Highlands Park et prend sa place en première division[2], le club s'est fait connaître en 2019 en remportant la Coupe d'Afrique du Sud, c'est le premier club à évoluer en division inférieure à remporter ce trophée.

## Compétition

### Classement
Le classement est établi sur le barème de points classique (victoire à 3 points, match nul à 1, défaite à 0).
Pour départager les égalités, on tient d'abord compte de la différence de buts générale, puis du nombre de buts marqués, puis des confrontations directes.
| Rang | Équipe                         | Pts | J  | G  | N  | P  | Bp | Bc | Diff |
| ---- | ------------------------------ | --- | -- | -- | -- | -- | -- | -- | ---- |
| 1    | Mamelodi Sundowns T            | 67  | 30 | 19 | 10 | 1  | 49 | 14 | +35  |
| 2    | AmaZulu                        | 54  | 30 | 15 | 9  | 6  | 38 | 23 | +15  |
| 3    | Orlando Pirates                | 50  | 30 | 13 | 11 | 6  | 33 | 22 | +11  |
| 4    | Golden Arrows                  | 47  | 30 | 11 | 14 | 5  | 40 | 28 | +12  |
| 5    | SuperSport United              | 45  | 30 | 11 | 12 | 7  | 37 | 31 | +6   |
| 6    | Moroka Swallows FCP            | 44  | 30 | 8  | 20 | 2  | 31 | 23 | +8   |
| 7    | Cape Town City FC              | 41  | 30 | 10 | 11 | 9  | 42 | 40 | +2   |
| 8    | Kaizer Chiefs                  | 36  | 30 | 8  | 12 | 10 | 34 | 37 | -3   |
| 9    | TS Galaxy                      | 36  | 30 | 9  | 9  | 12 | 26 | 31 | -5   |
| 10   | Baroka FC                      | 34  | 30 | 7  | 13 | 10 | 28 | 36 | -8   |
| 11   | Bloemfontein Celtic            | 32  | 30 | 6  | 14 | 10 | 30 | 35 | -5   |
| 12   | Tshakhuma Tsha Madzivhandila C | 31  | 30 | 7  | 10 | 13 | 19 | 35 | -16  |
| 13   | Maritzburg United              | 30  | 30 | 7  | 9  | 14 | 27 | 36 | -9   |
| 14   | Stellenbosch FC                | 29  | 30 | 7  | 9  | 14 | 26 | 32 | -6   |
| 15   | Chippa United                  | 27  | 30 | 5  | 12 | 13 | 24 | 37 | -13  |
| 16   | Black Leopards                 | 23  | 30 | 5  | 8  | 17 | 23 | 47 | -24  |

|  | Qualification pour la Ligue des champions de la CAF 2021-2022                  |
|  | Qualification pour la Coupe de la confédération 2021-2022                      |
|  | Relégation directe en deuxième division                                        |
|  | barrage de relégation                                                          |
|  | T : Tenant du titre C : Vainqueur de la Coupe d'Afrique du Sud P : Promu de D2 |

### Barrage de promotion-relégation
Les barrages doivent opposer le 15e de première division, Chippa United, aux 2e et 3e de deuxième division, Royal AM et Richards Bay FC, mais les rencontres sont reportées à cause d'une procédure juridique en cours. Finalement les barrages débutent le 19 juin et se terminent le 30 juin 2021.
| Rang | Équipe               | Pts | J | G | N | P | Bp | Bc | Diff |
| ---- | -------------------- | --- | - | - | - | - | -- | -- | ---- |
| 1    | Chippa United (D1)   | 4   | 2 | 1 | 1 | 0 | 3  | 2  | +1   |
| 2    | Richards Bay FC (D2) | 1   | 2 | 0 | 1 | 1 | 2  | 3  | -1   |
| 3    | Royal AM (D2)        | 0   | 0 | 0 | 0 | 0 | 0  | 0  | 0    |

- Royal AM ne se présente pas aux confrontations à la suite d'un différend juridique. Chippa United se maintient en première division[4].

## Bilan de la saison
| Championnat d'Afrique du Sud de football 2020-2021                        |                                             |
| Champion                                                                  | Mamelodi Sundowns Football Club (11e titre) |
| Coupes et trophées                                                        |                                             |
| Vainqueur de la Coupe d'Afrique du Sud 2020-2021                          | Tshakhuma Tsha Madzivhandila Football Club  |
| Qualifications continentales                                              |                                             |
| Ligue des champions de la CAF 2021-2022                                   | Mamelodi Sundowns Football Club             |
| Ligue des champions de la CAF 2021-2022                                   | AmaZulu Football Club                       |
| Coupe de la confédération 2021-2022                                       | Orlando Pirates Football Club               |
| Coupe de la confédération 2021-2022                                       | Tshakhuma Tsha Madzivhandila Football Club  |
| Promotions et relégations                                                 |                                             |
| Promus en Championnat d'Afrique du Sud de football                        | Sekhukhune United Football Club             |
| Relégués en Championnat d'Afrique du Sud de football de deuxième division | Black Leopards Football Club                |